# 貘 (妖怪)

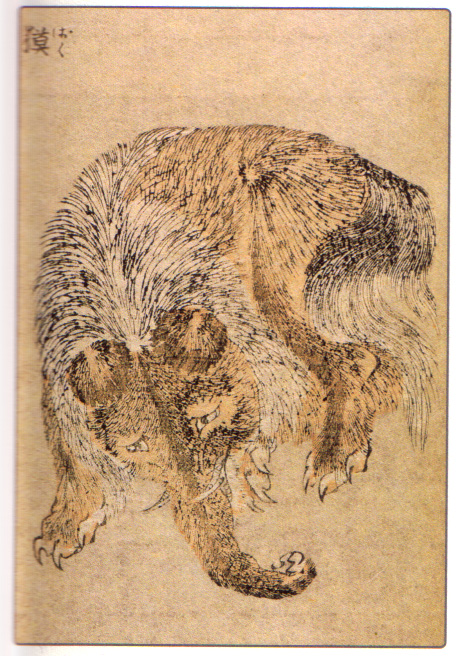
獏（葛飾北斎画）

貘是從中國傳到日本的一種傳說生物。據說以吃掉人的夢為生，這裡的夢不是指將來的希望，而是睡眠时做的夢。有時在夢見噩夢後說「（把這夢）給貘吧」，意思是說不希望再次夢到這種事。

## 概要
身體像熊，鼻子像象，眼睛像犀，尾巴像牛，腿像老虎，據說是從前神創造動物的時候，把剩下的半段物用來創造了貘。
在中國有關貘的傳說並不存在吃掉噩夢的描寫，據說使用貘的毛皮做為坐墊或寢具可以避免疾病和厄運，還有繪製貘的畫來避免邪氣的風俗，唐代曾有人在屏風上繪製貘。這種民俗信仰傳播到日本後，據信是「避免噩夢」被解釋為了「吃掉厄運」。
唐代的書籍『唐六典』中有關於叫做「莫奇」的神將夢吃掉的記述，亦有將此與貘混同的說法。
在日本的室町時代末期，貘的畫像和文字被做為吉利之物使用。有正月時為了夢見好的初夢在枕下放寶船的畫的同時，為了即使夢見噩夢也可以給貘吃掉，便在船帆上寫「貘」的風俗。在江戶時代畫了貘的牌子做為吉利之物流行，也有在箱枕畫上貘的圖畫，製作形如貘的「貘枕」出現。